# Gustav Kowalewski
Gustav Kowalewski (* 1905; † 1957) war ein deutscher Bergsteiger und Pionier der Bergrettung im Harz.

## Leben
Kowalewski lebte in der Stadt Thale und begeisterte sich schon als junger Mensch für das Bergsteigen. So legte er die ersten Bergsteigerrouten am Felsen der Roßtrappe über dem Bodetal an. Im Jahr 1923, Kowalewski war erst 18 Jahre, bat ihn die örtliche Polizei, einen in Bergnot befindlichen Touristen zu bergen, was Kowalewski dann auch gelang. Es entwickelte sich eine langjährige Zusammenarbeit, in der Kowalewski immer wieder zu Rettungseinsätzen gerufen wurde.

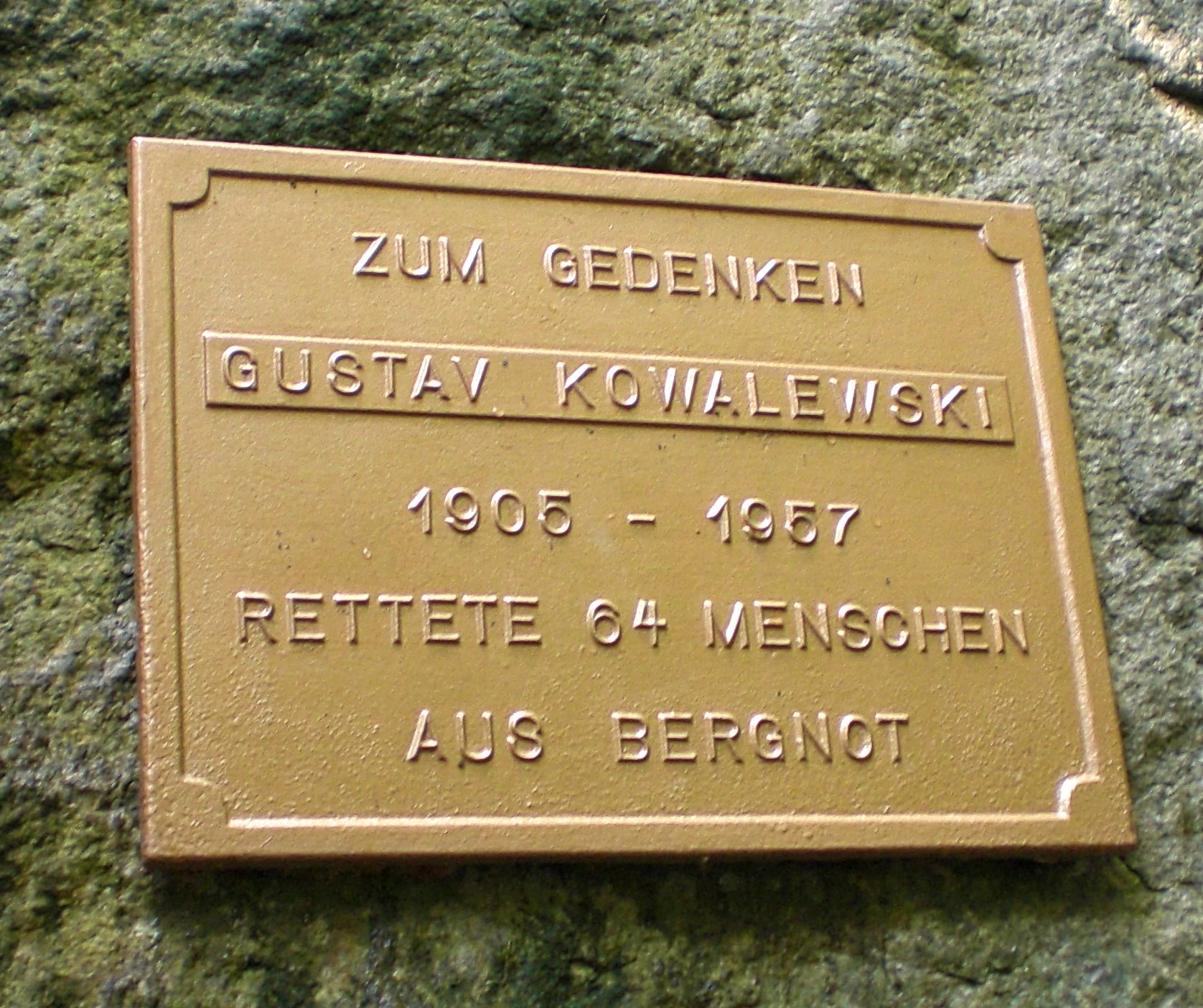
Gedenktafel im Bodetal bei Königsruhe

Kowalewski erwarb sich einen legendären Ruf und wurde als Weißer Hirsch des Bodetals bekannt. Bis zum Jahr 1938 hatte er bereits 35 Bergrettungen durchgeführt und erhielt hierfür die Lebensrettungsmedaille am Bande. Bis 1957 hatte er insgesamt 64 Rettungen durchgeführt.
Kowalewski starb 1957 an Herzversagen. In der Nähe von Königsruhe erinnert eine Gedenktafel an ihn und seine 64 Rettungen.